# Crabwood Creek
Crabwood Creek je malá osada v guyanské provincii East Berbice-Corentyne. Leží na břehu řeky Courantyne při hranici se Surinamem.

## Obyvatelstvo
Populaci čítající asi 10 000 osob tvoří především potomci sezónních dělníků z Indie, kteří sem byli převezeni okolo roku 1830.

## Ekonomika
Crabwood Creek leží 2,8 km od Corrivertonu, sídla Guyanské cukrové kooperace. Také zde se pěstuje cukrová třtina a staví se nové továrny na její zpracování. Také je zde asi 10 pil, které zaměstnávají přes 150 dělníků.